# Аравійська плита

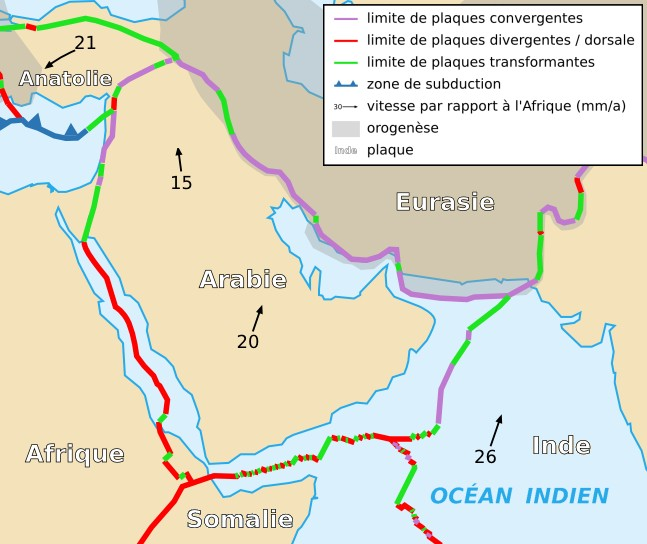
Розташування Аравійської плити

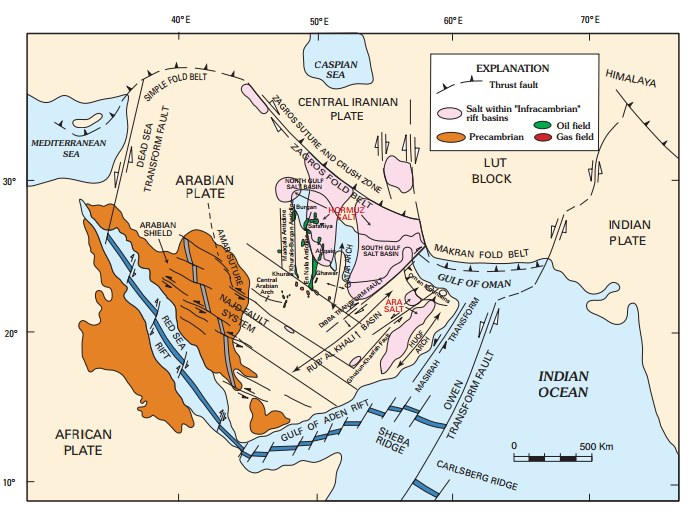
Аравійська плита, що показує загальні тектонічні та структурні особливості, інфракамбрійські рифтові сольові басейни, нафтогазові поля Центральної Аравії та Північної затоки

Аравійська плита — одна з трьох тектонічних плит (Африканська, Аравійська і Індостанська), що рухаються на північ мільйони років у напрямі неминучого зіштовхнення з Євразією. Це приводить до змішування частин плит і гірських масивів, що тягнуться на заході від Піренеїв, перетинаючи південну Європу і Близький Схід, Гімалаї і гори південно-східної Азії. Має площу — 0,12082 стерадіан.
Аравійська плита знаходиться здебільше на Аравійському півострові; досягаючи на півночі Туреччини. Межами плити є:
- На сході, Індо-Австралійська плита, в зоні розломів Оуен[en]
- На півдні,Африканська плита на заході та Сомалійською плитою та Індійською плитою на сході
- На заході, межею з Африканською плитою є Рифт Червоного моря й Рифт Мертвого моря.
- На півночі відокремлюється конвергентною границею від Анатолійської плити і Євразійської плити, включаючи Східноанатолійський розлом, пояс складчастості та насуву Загрос[en] і Макранський жолоб.

Аравійська плита була частиною Африканської плити протягом фанерозою (палеозою — кайнозою). Червоне море з'явилось на початку еоцену, але відділення Африки від Аравії відбулося приблизно 25 мільйонів років тому в олігоцені, і з того часу Аравійська плита поволі просувається до Євразійської плити.
Відкриття рифту Червоного моря призвело до вулканічної активності. 
Існують вулканічні поля, які називають Старі Харрати, такі як Гаррат-Хайбар і Гаррат-Рагат, покривають частини західної частини Аравійської плити. 
Деяка активність все ще триває, особливо біля Медіни, і в Червоному морі відбуваються регулярні виверження.
Результатом зіштовхнення між Аравійською плитою і Євразією є гори Загрос в Ірані.